# Radenska
Radenska là nhãn hiệu nước khoáng nổi tiếng trên toàn thế giới có trụ sở tại Slovenia, nhãn hiệu của công ty Radenska. Đây là một trong những thương hiệu lâu đời nhất của Slovenia.

## Lịch sử thương hiệu

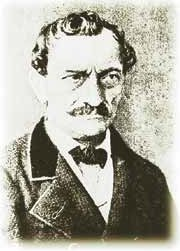
Dr. Karl Henn

Sự phát triển của công ty nước khoáng bắt đầu tại Radenci vào năm 1869, khi Karl Henn, chủ sở hữu của khu đất, đổ đầy những chai nước khoáng đầu tiên. Hơn 50 năm sau (năm 1923) đã được công nhận là một loại nước khoáng chữa bệnh kể từ năm 1936 và công ty sử dụng biểu tượng của ba trái tim màu đỏ.

## Ba trái tim
Nước khoáng có tên thương hiệu Radenska Three Hearts (Radenska Tri srca) đã được sản xuất từ năm 1936. Biểu trưng của sản phẩm được thiết kế vào năm 1931 bởi họa sĩ minh họa Milko Bambič. Theo tác giả, ba trái tim tượng trưng cho ba quốc gia cũ của Vương quốc Nam Tư: người Serb, người Croatia và người Slovene.